# خدایان و هیولاها (ترانه)
«خدایان و هیولاها» (به انگلیسی: Gods & Monsters) ترانه‌ای از خواننده و ترانه‌سرای اهل ایالات متحده آمریکا لانا دل ری از سومین آلبوم چندآهنگه او بهشت و آلبوم‌های مجدد منتشر شده زاده‌شده برای مردن و زاده‌شده برای مردن: نسخه بهشت است. «خدایان و هیولاها» در ۹ نوامبر ۲۰۱۲ منتشر شد.

## نمودار
| نمودار (۲۰۱۲–۲۰۱۴)                            | اوج جایگاه |
| --------------------------------------------- | ---------- |
| فرانسه (سندیکای ملی انتشارات صوتی‌تصویری)      | ۹۲         |
| تک‌آهنگ‌های بریتانیا (جدول تک‌آهنگ‌های بریتانیا)  | ۳۹         |
| آهنگ‌های داغ راک ایالات متحده آمریکا (بیلبورد) | ۱۵         |

## بازخوانی ترانه توسط جسیکا لنگ
در سال ۲۰۱۴، جسیکا لنگ هنرپیشه آمریکایی ترانه «خدایان و هیولاها» توسط لانا دل ری را برای دومین قسمت از مجموعه تلویزیونی داستان ترسناک آمریکایی: نمایش عجایب بازخوانی و اجرا کرد. نسخه بازخوانی‌شده ترانه به عنوان یک تک‌آهنگ در ۲۲ اکتبر ۲۰۱۴ در اپل موزیک منتشر شد.